# Dicranomyia pontica
Dicranomyia pontica är en tvåvingeart som beskrevs av Paul Lackschewitz 1941. Dicranomyia pontica ingår i släktet Dicranomyia och familjen småharkrankar. Inga underarter finns listade i Catalogue of Life.